# Lummus Consultants International
Lummus Consultants International, voorheen ABB Lummus Global en CB&I Lummus (ook kortweg Lummus) is een bedrijf dat wereldwijd actief is in ontwerp en bouw van raffinaderijen en petrochemische fabrieken. Het is sinds 2018 onderdeel van McDermott International. Met kantoren in Tsjechië, Duitsland, Italië, Singapore, India en de Verenigde Staten en ondersteund door joint ventures in Brazilië, China, Nigeria, Rusland en Saoedi-Arabië levert het diensten op gebied van project management, ontwerp, inkoop van onderdelen en bouw. Het bedrijf was per 16 november 2007 overgenomen door CB&I (Chicago Bridge and Iron) van ABB. 
Lummus is opgericht in 1907 en wordt in 1957 onderdeel van Combustion Engineering (CE) te Stanford. CE verwerft in 1970 een andere engineering contractor in de VS, Crest Engineering en deze bedrijfsonderdelen worden in 1983 Lummus Crest. In 1990 neemt ABB CE over, inclusief alle dochterondernemingen en in 1995 voegt ABB Lummus en Global samen tot ABB Lummus Global. 

## Lummus Nederland
Met de naoorlogse groei van de petrochemische industrie in Nederland en de aanwezigheid van bedrijven als Shell (bedrijf) wordt Nederland interessant voor een nevenvestiging. Deze komt in 1954 tot stand, nadat Lummus al eerder opdrachten aan Nederlandse constructiebedrijven als Machinefabriek Breda heeft verstrekt. De vestiging is aanvankelijk een joint-venture met Werkspoor onder de naam Lummus-Werkspoor, met een oprichtingskapitaal van f 40.000 (waarvan ieder de helft). Deze samenwerking wordt al gauw verbroken, het zelfstandige Lummus Nederland groeit snel: in 1959 werken er 275 mensen, in 1964 is het met 500 medewerkers de grootste vestiging van Lummus wereldwijd. Het verwerft grote opdrachten, niet alleen in Nederland maar ook elders in Europa. Het Finse staatsoliebedrijf neste is vanaf het begin een goede klant. In de jaren zestig volgen onder meer nieuwbouw Arnel, Lanaken 1963 (Ancel Europe), raffinaderij Mobil Amsterdam, raffinaderij Shell Neuchatel en fabriek ICI te Wilton (GB). Maar rond 1970 treedt een tijdelijke teruggang in, in 1973 is er werktijdverkorting voor de circa 600 medewerkers. In 1980 telt de onderneming 1150 medewerkers en wordt de hoofdhuisvesting op hoek Spui en Kalvermarkt te krap. De nieuwbouw daar gaat door, ondanks ontslag van circa 200 medewerkers dat jaar. In 1983 zijn er nog altijd 900 personen werkzaam.
Lummus aan de Beatrixlaan in Den Haag heeft tussen de 500 en 1000 medewerkers in dienst. Lummus begon aan de Scheveningseweg en verhuisde vervolgens in 1963 naar een gebouw van Van den Broek en Bakema aan de Kalvermarkt. Later volgde een kantoor aan het Oosteinde (Voorburg) en de Oostduinlaan.